# 小行星13180
小行星13180（13180 Fourcroy）是一颗绕太阳运转的小行星，为主小行星带小行星。该小行星于1996年4月18日发现。

## 轨道参数
小行星13180的轨道半长轴为3.1956626 UA，离心率为0.115。